# ロン・フルダイ

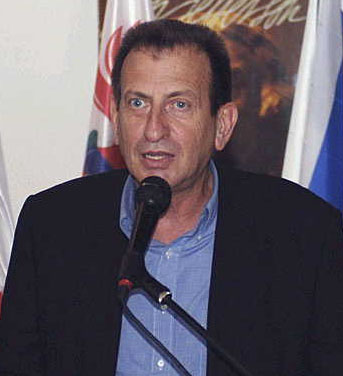
市内アメリカンセンターにて

ロン・フルダイ（ヘブライ語: רון חולדאי, ラテン文字転写: Ron Huldai、1944年8月26日-）は、イスラエルの政治家。1998年よりテルアビブ市長。
ポーランドからイギリス委任統治下のパレスチナに移民してきた夫妻のもとに生まれる。テルアビブ大学卒。イスラエル空軍のパイロットとして第三次中東戦争と第四次中東戦争に参加した。
1998年に労働党からテルアビブ市長選に立候補し当選、以後2再選を果たす。同性愛者の権利擁護に熱心なことで知られ、シャス党首エリ・イシャイが同市のゲイパレードの中止を要求した際には、「ゲイパレードはテルアビブの寛容さと開放性を示すもの」として中止要求を拒否した。